# Rwan Cruz
Rwan Philipe Rodrigues de Souza Cruz (Recife, 20 de maio de 2001), mais conhecido como Rwan Cruz, ou simplesmente Rwan, é um futebolista brasileiro que atua como centroavante. Atualmente, joga Real Salt Lake, emprestado pelo Botafogo.

## Carreira

### Sport
Rwan Seco iniciou sua carreira nas categorias de base do Sport, onde conquistou Pernambucano Sub-15 e Sub-17, além da Copa Carpina. O atacante foi para o Figueirense, mas precisou ficar nove meses morando debaixo das arquibancadas sem poder jogar por causa de um problema de inscrição.
Depois, Rwan foi para o Flamengo de Guarulhos, mas durante a pandemia, que começou em março de 2020, o futebol parou. Com isso, ele voltou para Recife e passou a trabalhar com o pai em algumas obras.

### Santos
Em 2021, o Santos pegou por empréstimo o Rwan Seco do Flamengo de Guarulhos por um ano, contrato dele encerraria em 31 de dezembro de 2021, o Santos pediu a prorrogação do empréstimo do atacante, e a diretoria teve o pedido de prorrogação do empréstimo por mais um ano recusado e decidiu exercer o direito de compra pelo jogador. Em 16 de dezembro de 2021, o Santos concordou em contratar Rwan Seco do Flamengo de Guarulhos por uma taxa de R$ 700 mil por 70% dos direitos do jogador. O contrato irá até dezembro de 2024, podendo ser estendido caso o atleta atinja algumas metas.
Em 2021, seu primeiro ano de Santos, Rwan marcou 13 gols em 18 jogos pelo sub-20, sendo o artilheiro da equipe na categoria. Já no sub-23 foram três gols em 11 jogos disputados, sendo quem mais marcou pelo time no Brasileirão de Aspirantes. Na Copinha, Rwan marcou seis gols em oito jogos e ficou empatado com Lucas Barbosa na artilharia do Santos. Seco também deu duas assistências.

### Vasco da Gama
Em 31 de março de 2023, o Vasco anuncia a contratação do atacante por empréstimo junto ao Santos, até o fim da temporada de 2023.
O jogador estreou com a camisa número 12 no dia 1 de maio de 2023, na 3ª rodada do Campeonato Brasileiro, ele optou mudar de nome, tirando o seu apelido "Seco" e utilizando seu sobrenome "Cruz" na camisa do Vasco.

### Ludogorets
Em 16 de julho de 2023, sem espaço no clube cruzmaltino, o Santos emprestou Rwan Cruz ao Ludogorets, da Bulgária, com contrato válido até a meio de 2024, com opção de compra já fixada no contrato.
Em setembro de 2023, estreou na Conference League e marcou um dos gols da vitória por 4 a 0 sobre o Spartak Trnava, da Eslováquia. Rwan foi um dos destaques do clube búlgaro na temporada, tendo conquistado a Supercopa (seu primeiro título na carreira) e o Campeonato Búlgaro (fazendo 11 gols e distribuindo oito assistências).

### Botafogo
Em 7 de fevereiro de 2025, o Botafogo anunciou a contratação de Rwan Cruz por 3 anos (até 2028). A diretoria alvinegra desembolsou cerca de 8 milhões de euros (R$ 48,3 milhões na cotação atual) para contratá-lo.

## Títulos

### Base

#### Sport
- 2017 — Campeonato Pernambucano de Futebol Sub-17: Campeão
- 2016 — Campeonato Pernambucano de Futebol Sub-15: Campeão

### Profissional

#### Ludogorets
- Campeonato Búlgaro: 2023–24
- Supercopa da Bulgária: 2023

### Prêmios individuais
- Melhor Atacante da Copa São Paulo de Futebol Júnior de 2022, pelo Jornal AS[20]